# Урурі
Урурі (італ. Ururi) — муніципалітет в Італії, у регіоні Молізе,  провінція Кампобассо.
Урурі розташоване на відстані близько 210 км на схід від Рима, 45 км на північний схід від Кампобассо.
Населення — 2726 осіб (2014).
Щорічний фестиваль відбувається 3 травня. Покровитель — Santo Legno della Croce.

## Демографія
Населення за роками:

Станом на 1 січня 2023 року в муніципалітеті офіційно проживали 153 іноземці з 13 країн, серед них 55 громадян країн Євросоюзу та 10 громадян України.

## Сусідні муніципалітети
- Ларино
- Монторіо-ней-Френтані
- Ротелло
- Сан-Мартіно-ін-Пенсіліс